# Piazza Rivoluzione

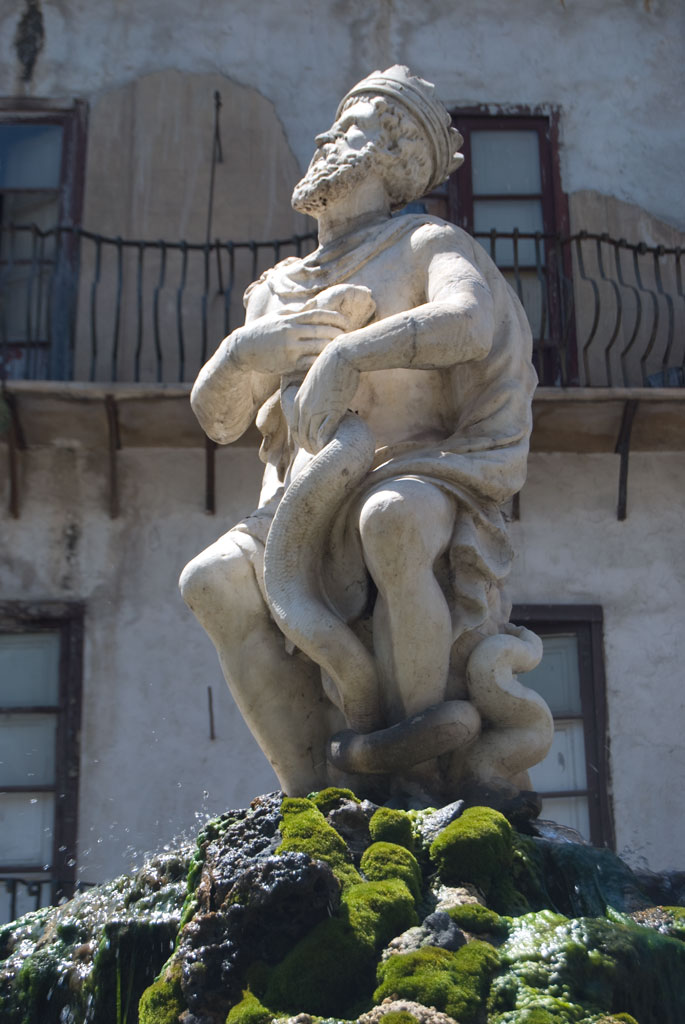
Genius der Piazza Rivoluzione

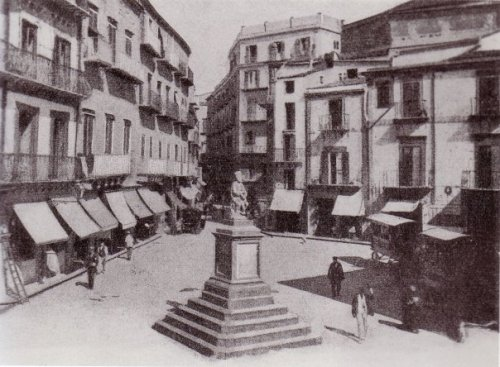
Alte Statue des Genius

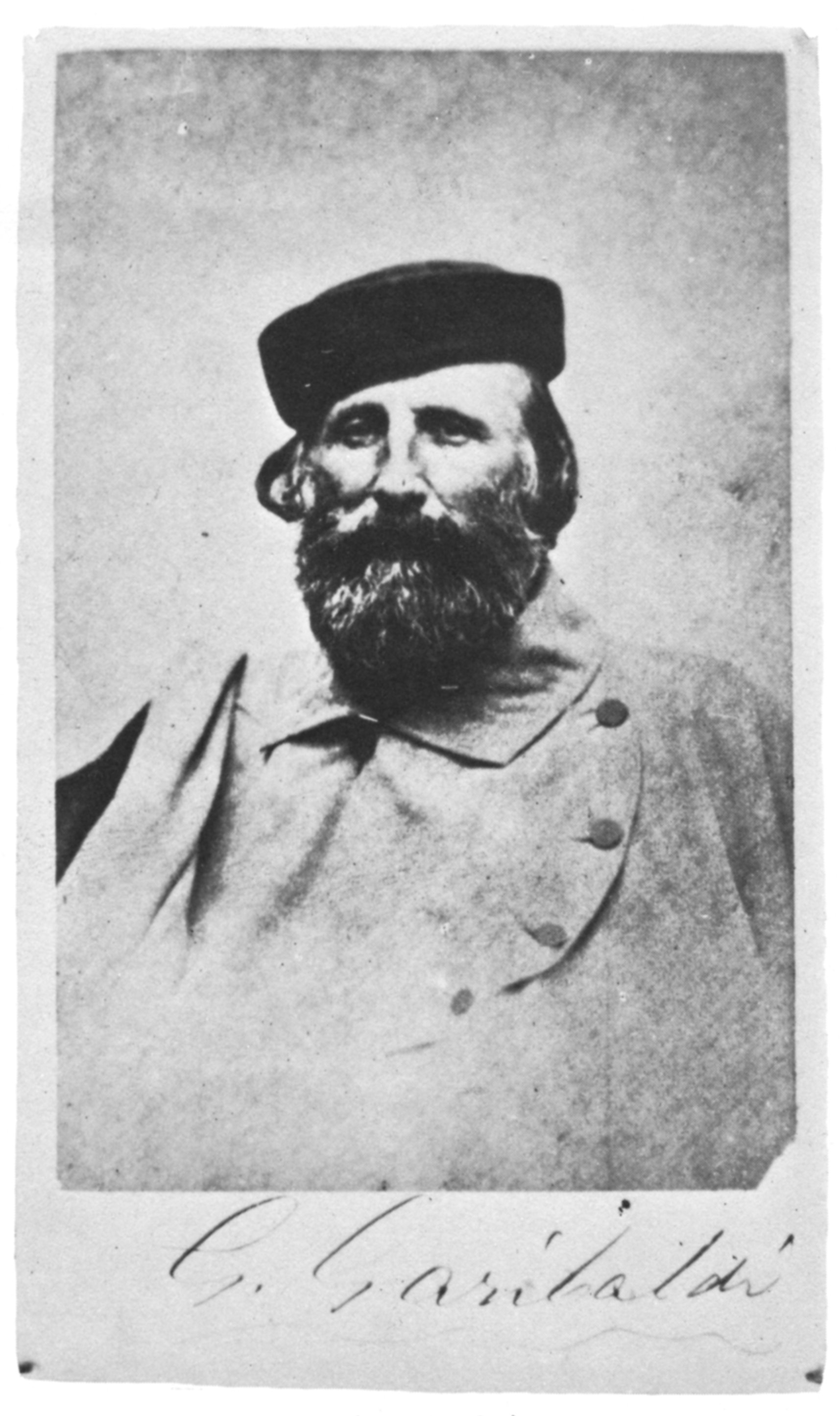
Garibaldi um 1866

Piazza Rivoluzione (italienisch für „Revolutionsplatz“) ist ein Platz im Kalsa-Viertel der Stadt Palermo.

## Lage und Daten
Folgende Straßen führen auf ihn zu: Via Garibaldi, Via Divisi, Via Schiavuzzo, Via Aragona.
Er befindet sich in unmittelbarer Nähe der Via Alloro, die einen guten Zugang in die Stadt für Besucher aus der Küstenregion herstellte. Auf dem Platz fand lange Zeit ein Markt statt, weshalb er Fieravecchia oder Fiera Vecchia genannt wurde, was so viel bedeutet wie „alter Markt“. Der Platz wird zuerst 1291 in einem Dokument, das man im Archiv der Kirche Magione fand, erwähnt. Der Platz wird umgeben von mehreren Palazzi mit großer historischer Bedeutung sowie der Kirche San Carlo Borromeo dei Milanesi.

## Der Genius von Palermo
Mitten auf der Piazza befindet sich ein Springbrunnen mit einer Skulptur des Genius von Palermo, dem Wahrzeichen der Stadt. Man findet es noch an anderen Orten als Skulptur oder Bild. Die Symbolik dieser Darstellung ist bisher ungeklärt. Ursprünglich befand sich eine Skulptur, die Ceres, der Göttin der Fruchtbarkeit, gewidmet war, am selben Ort. Sie wurde nach und nach an die Meerespassage transportiert und dort 1816 zerstört. 1687 wurde die jetzige Figur von der Fontäne am Neuen Hafen transportiert und in der Fieravecchia aufgestellt.
In den Jahren zwischen 1820 und 1848 wurde die Fontäne des Genius auf der Fieravecchia wiederholt ein Ort widerständischer Versammlungen gegen die Herrschaft der Bourbonen.
1852 entschied Carlo Filangeri die Statue in der Nähe der Santa Maria dello Spasimo aufzustellen. Am 27. Juni 1860, mit der Ankunft Garibaldis, wurde die Skulptur des Genius wieder an ihren alten Ort zurückgebracht.

## Revolutionen
Die Piazza Rivoluzione wurde mehrmals ein Versammlungsort für Aufstände. 1820 versammelte sich das Volk zum ersten Mal um gegen die Zustände der bourbonischen Tyrannei zu protestieren. 1848 gab es einen großen Aufstand der Bevölkerung, der von Giuseppe La Masa geleitet wurde. Die Unruhen dauerten etwa 16 Monate und endeten mit der Erschießung mehrerer Aufständischer.
Das größte revolutionäre Ereignis war der Einzug Giuseppe Garibaldis am 27. Mai 1860, als seine Patrioten aus dem Hinterland durch den Corso dei Mille, die 1852 zerstörte Porta Termini und die Via Garibaldi in die Stadt einzogen und auf der Fieravecchia ihren Sieg verkündeten. Seither wird der Platz Piazza Rivoluzione genannt.
Heute findet sich auf der Piazza Gastronomie und sie ist ein beliebter Treffpunkt und Ort für Feste.